# Berghesia
Berghesia é um género botânico pertencente à família Rubiaceae.

## Espécies
- Berghesia coccinea